# Téofilo de Bethencourt
Téofilo de Bethencourt war ein uruguayischer Politiker.
Téofilo de Bethencourt, der der Partido Nacional angehörte, hatte in der 26. Legislaturperiode als Repräsentant des Departamentos Minas vom 15. Februar 1917 bis zum 14. Februar 1920 ein Titularmandat als Abgeordneter in der Cámara de Representantes inne.

## Zeitraum seiner Parlamentszugehörigkeit
- 15. Februar 1917 bis 14. Februar 1920 (Cámara de Representantes, 26. Legislaturperiode (LP))